# Naturschutzgebiet Ennecker Bruch
Das Naturschutzgebiet Ennecker Bruch mit einer Flächengröße von 9,43 ha liegt südlich von Oeventrop im Stadtgebiet  von Meschede. Das Gebiet wurde 1994 durch den Kreistag des Hochsauerlandkreises mit dem Landschaftsplan Meschede als Naturschutzgebiet (NSG) mit einer Flächengröße von 5,8 ha ausgewiesen. Bei der Neuaufstellung des Landschaftsplanes Meschede wurde das NSG dann erneut ausgewiesen und deutlich vergrößert. Das NSG direkt westlich der  L 541, früher B 7, und geht fast bis an den Dorfrand von Oeventrop. Der Nordrand des NSG ist identisch mit der Grenze von Meschede. 

## Gebietsbeschreibung
Beim NSG handelt es sich um eine breite, feuchte Grünland-Talmulde mit Sickerquellen, Hochstaudenfluren und Gehölzstreifen. 2020 war das NSG durch relativ extensive Grünlandnutzung geprägt, aber durch zunehmende Freizeitnutzungen beeinträchtigt. Im NSG befinden sich überwiegend pseudovergleyte Böden, auf denen auch bei geringen Einzugsgebieten mangels hoher Versickerungsraten schnell kleine Oberflächengewässer bilden. In ihren Quellbereichen außerhalb des NSG sind sie durch Teichanlagen überformt. Im NSG sind sie naturnahe Rinnsale mit teils großen Versumpfungszonen. Diese seggen- und binsenreichen Feuchtzonen mit ihrem spezifischen Artenreichtum gehen großflächig in normales, mesophiles Wirtschaftsgrünland über. Im oberen südlichen NSG-Teil kommen größere Anteilen von Magerkeitszeigern vor. Die Weiden sind durch etliche Feldgehölze angereichert. Zur L 541 hin wird das NSG von einer Hecke begrenzt. Die auffälligsten Gehölzstrukturen im NSG stellen verstreut stehende Eichen-Solitäre auf der linken 
Talseite dar. Im Südwesten grenzt die nördliche Teilfläche vom Landschaftsschutzgebiet Himmenhagen / Erlenbruch an. Dieser Bereich ist ähnlich gegliedert wie das NSG aber die durch intensivere Freizeit-Nutzungen, insbesondere Teichanlagen, Schuppen und Feuchtgrünlandbeweidung mit Pferden, belastet. 
Im NSG kommen Rote-Liste-Pflanzenarten vor. Das NSG steht überwiegend unter dem gesetzlichen Biotopschutz nach § 30 BNatSchG.
Zum Wert des NSG führte der Landschaftsplan 1994 auf: „Der Biotopkomplex ist gut ausgebildet und weist daher eine hohe faunische und floristische Artenvielfalt auf.“

## Pflanzenarten im NSG
Auswahl vom Landesamt für Natur, Umwelt und Verbraucherschutz Nordrhein-Westfalen dokumentierte Pflanzenarten im Gebiet Ästiger Igelkolben, Bachbunge, Behaarte Segge, Bitteres Schaumkraut, Echtes Mädesüß, Gamander-Ehrenpreis, Gewöhnlicher Gilbweiderich, Hypochaeris radicata, Gras-Sternmiere, Kriechender Hahnenfuß, Kuckucks-Lichtnelke, Moor-Labkraut, Quell-Sternmiere, Quellen-Hornkraut, Scharfer Hahnenfuß, Spitz-Wegerich, Spitzblütige Binse, Sumpf-Dotterblume, Sumpf-Vergissmeinnicht, Sumpf-Ziest, Wald-Engelwurz, Weißes Labkraut, Wiesen-Sauerampfer, Wiesen-Schaumkraut und Zottiges Weidenröschen.

## Schutzzweck
Zum Schutzzweck des NSG führt der Landschaftsplan neben den normalen Schutzzwecken für alle NSG im Landschaftsplangebiet auf: „Erhaltung artenreicher, rel. extensiv genutzter und durch verschiedene Gehölzstrukturen angereicherter Feucht- und Magerweiden in ihrer lokalen Bedeutung für den Arten- und Biotopschutz; Sicherung der weiteren Entwicklung des im Sauerland seltenen Landschaftsbildes eines mit Hudebäumen bestandenen Grünlandkomplexes; Schutz des Gebietes vor weiteren Freizeitnutzungen, die ein ähnliches Naturraumpotenzial im unmittelbaren Umfeld bereits beeinträchtigen.“